# امرأة في الظل (مسلسل)

امرأة في الظل مسلسل سوري من إنتاج عام 2003 وبطولة أمل عرفة، عبد المنعم عمايري، نضال سيجري، نبيلة النابلسي، ديمة الجندي.

## حبكة
تدور القصة حول شابة تمردت على إرادة أهلها وتزوجت من شاب تحبه. بعد مرور أربع سنوات على زواجها وإنجابها طفلاً يختفي زوجها فجأة، وتقاسي "ندى" الأمرّين في تربية ابنها، وبعد فترة تعود وتتصالح مع أمها وأخيها من دون أن يقبل الأخ الثاني مصالحتها على اعتبار أنها ارتكبت عاراً بحق العائلة، ولا تجوز مسامحتها. بعد مرور خمس سنوات على غياب الزوج يعود مطالباً بابنه الذي وصل إلى سن حضانة الأب القانونية له وقد تزوج من امرأة غنية تكبره سناً في الخارج ويريد أن يأخذ ابنه ليربيه عندها فترفض "ندى" أن تعطي ابنها لأبيه وتحاول أن تلجأ إلى القانون الذي يساند الأب في النهاية ويأخذ الابن منها.